# さんりようこ
さんり ようこ（1970年3月14日 - ）は、日本の漫画家。千葉県出身。女性で2児の母。教員免許所持（理科）。4コマ漫画中心の執筆活動をしている。

## 経歴
元々はストーリー漫画家志望で大学在学中の1991年ごろに講談社の『月刊少年マガジン』に16ページの読切の漫画が一度掲載された。製薬会社在籍中も同人活動を続けながら出版社への持ち込みや投稿を続けるも、失敗続きで漫画家としての活動を諦めかけていたところ、1995年に当時交際していた現在の夫の友人であったというこいずみまりの紹介で『ビタマン』編集部（竹書房）に持ち込みした『OLの風俗』（同人作品『OL退化論』改題）が評価され漫画家として本格的にデビュー。
代表作に『猫の手貸します!』『ひとには、言えない。』『B型H系』など。

## 概要
絵柄はいわゆる萌え系に属し、萌え4コマ流行の黎明期に『まんがくらぶオリジナル』で『猫の手貸します!』が看板作品となり、時代の少し先を行く形で人気を博した。ソフトエッチのコメディが主体で、お色気の度合いも一般誌から青年誌、成人向け4コマ誌に至るまで、ニーズに合わせてソフトからハードまで自在に出力調整することができる作家でもある。『うちのあひるちゃん』や育児漫画などほのぼの系の漫画や、『ひとには、言えない。』の2巻以降のようにダークでシリアスな作品もあり、作品の幅が広い。
ペンネームを「さん りょうこ」と誤認・誤記されることが多いが、「さんり ようこ」が正しく、『ファンロード』などで「山里ようこ」というペンネームを使用していたことがある。
『B型H系』や『ひとには、言えない。』のヒロインは作者自身がモデルになっている。
著者名をもじった「千里ゆうこ」というOLが主役の『OLランチ』など企業勤務時代の経験を基に書かれた作品も多い。

## 作品リスト
- うちのあひるちゃん（まんがくらぶオリジナル／竹書房） - 未完
- えりこクン、お茶!!（ヤングコミック、ヤングコミック増刊／少年画報社）
2004年にヤングコミックでの連載を一旦休止。その後は既発表作の毎月再録と不定期の新作掲載が行われていたが、2012年4月号より正式に連載再開。2013年5月号にて完結。
- OLの風俗（ビタマン、ビタマンXX／竹書房）（1995年）
- OLランチ（JUDY／小学館、単行本は竹書房刊）
- おどって歌音（まんがタイムナチュラル、まんがタイムスペシャル／芳文社）
- おねーさんが侵略中!?（ヤングコミック／少年画報社）2021年4月号 - 2024年11月号
- おベンツさま!（まんがタイム／芳文社）（1998年）
- 女だって時間停止できるんだからっ!（ヤングコミック）（2019年6月号 - 2021年1月号）
- かざねとももちゃん（ビタマン／竹書房）（1996年 - 1997年）
- さくら草だより
- すくすく奥さん（ヤングアニマル嵐増刊ヤングアニマルGAGファイヤー／白泉社）
- セクシー天使イエローキャブ（ビタマンスペシャル、Namaikiッ!ほか／竹書房）
- たんぽぽの媚薬（ビタマン／竹書房）
- ちゃきちゃきおたまちゃん（まんがタイムオリジナル増刊かつあげ君／芳文社）（1999年）
- 定時退社だ! なつきさん（ナポレオン）（2018年 - 2019年）
2020年2月より「定時退社のなつきさん!」に改題の上Kindle版無料配信。
- 猫の手貸します!（まんがライフ、まんがくらぶオリジナル／竹書房）
- B型H系（週刊ヤングジャンプほか／集英社）（2004年 - 2011年）
- ひとには、言えない。（みこすり半劇場 別館ほか／ぶんか社）
2004年秋「みこすり半劇場 別館」休刊と共に中途打ち切りとなっていたが、2011年春「みこすり半劇場」にて連載再開、2012年24号にて完結。
- プロ野球でビール（スポコミ／竹書房）（1998年 - 1999年）
- ももこセンセがおしえてあげる♥（みこすり半劇場 巨乳ちゃん／ぶんか社）（1998年）
- 松戸アクターズスクール（まんがくらぶ／竹書房）（1999年 - 2000年）
- 夢見るゆ〜み（まんがくらぶ／竹書房）
- ゆるゆる育児日記（2004年6月号 - 2008年9月号）→ゆるゆる育児日記GOGO（2008年10月号 - 2009年9月号）（こっこクラブ／ベネッセ）
- 酪農みるく!（マンガボックス）（2014年 - 2015年）

### 読み切り・短期集中連載終了作品
- うさぎちゃんご指名です（ビタマン／竹書房）（1998年）
- うやむやなキス（ヴァージンエム VOL.3／大洋図書）（2000年）
- 御社が第一志望です!（ヤングコミックチェリー 7月号、8月号、9月号）（2013年）
- エヴァさん（ヤングエースVol.9付録「新世紀エヴァンゲリオン100P読本」）（2010年） - 同年アンソロジーコミック「新世紀エヴァンゲリオン コミックトリビュート」に再録）
- かざももコギャル特集（ビタマン／竹書房）（1997年） - 「かざねとももちゃん」番外企画
- 彼女に首ったけ
- 神に仕えるマンガ家さん（ヤングキング 2015年12号 - 2016年8号） - 不定期掲載・全11話
- しょうゆは3日で慣れる（猫坂8丁目）（2018年）
- 楽しい夕食 - 商業誌初掲載作
- たんぽぽの媚薬（ビタマン／竹書房）（1998年）
- ニイハオ!!蘭々（ヤングコミック増刊 すてきなOLコミック ワールド編 世界の美女とこんにちはコミック）
- ねこパン
- バナナピーチ
- 魔法少女ミラクル☆キューティ（ミラクルジャンプ 3号、5号／集英社）（2011年）
- みんなのラブえっち体験談（日刊Ranzuki→HONWARA COMIC PORTAL）（2018年） - Web連載・全10話 ※電子書籍化の際「初体験ガール ～わたしの処女、捧げます。～」に改題

### その他の仕事
- 剣聖ツバメ - コミックス7巻 巻末ゲスト寄稿
- モテる男 モテない男―ここが違う!男の磨き方&女の子の楽しませ方（江口充・竹内書店新社）（1999年） - 4コマ漫画
- 宮村優子の麻雀で行こう!（近代麻雀オリジナル／竹書房） - コラム漫画
- COMICキャラフル Vol.2（少年画報社）（2007年） - 表紙イラスト
- ヤングジャンプ制服コレクション2007-2008 YEAR BOOK 制コレISM GP（集英社）（2008年） - レポート漫画1P
- ちび本当にあった笑える話98（ぶんか社）（2013年） - 表紙イラスト
- 姉妹あるある（レッカ社）（2014年） - イラスト
- イラストでまなぶ！萌え軍師事典 戦国時代編（ホビージャパン）（2014年） - イラスト
- カスタム隷奴（Kiss、成年向けPCゲーム） - 原画
  - カスタムSTUDIO（Kiss、PC用スクリーンセーバー・デスクトップマスコットソフト） - 原画
- 悠久の車輪 - カードイラスト
- ベジマギッ! - キャラクターイラスト

### 単行本
リンクのある作品についてはリンク先を参照のこと。
- セクシー天使イエローキャブ（竹書房） 全3巻
  1. 1999年12月 ISBN 978-4-8124-5339-1
  2. 2001年6月 ISBN 978-4-8124-5530-2
  3. 2003年7月 ISBN 978-4-8124-5824-2
- 猫の手貸します！（竹書房） 全6巻
  1. 2000年1月 ISBN 978-4-8124-5346-9
  2. 2000年11月 ISBN 978-4-8124-5450-3
  3. 2001年9月 ISBN 978-4-8124-5555-5
  4. 2003年11月 ISBN 978-4-8124-5883-9
  5. 2004年9月 ISBN 978-4-8124-6020-7
  6. 2004年10月 ISBN 978-4-8124-6030-6
    - 「すくすく奥さん」全話を併録
- 夢見るゆ～み（竹書房） 全2巻
  1. 2000年8月 ISBN 978-4-8124-5416-9
  2. 2002年7月 ISBN 978-4-8124-5665-1
- えりこクン、お茶!!（少年画報社） 既刊3巻（電子版全4巻）
  1. 2000年10月 ISBN 978-4-7859-2037-1
    - 新装版 2012年9月 ISBN 978-4-7859-3917-5

  2. 2002年4月 ISBN 978-4-7859-2179-8
    - 新装版 2012年10月 ISBN 978-4-7859-3938-0

  3. 2003年11月 ISBN 978-4-7859-2375-4
    - 新装版 2012年11月 ISBN 978-4-7859-3959-5[注 1]

  4. 2022年9月
    - 電子版のみ発売。最終回まで収録。
- ひとには、言えない。（ぶんか社） 全5巻（旧版は3巻まで）
  1. 2002年2月 ISBN 9784821199211
    - 新装版 2012年8月 ISBN 978-4-8211-7334-1

  2. 2003年11月 ISBN 9784821180578
    - 新装版 2012年9月 ISBN 978-4-8211-7335-8

  3. 2005年1月 ISBN 9784821181278
    - 新装版 2012年10月 ISBN 978-4-8211-7336-5

  4. 2012年11月 ISBN 978-4-8211-7361-7
  5. 2013年3月 ISBN 978-4-8211-7414-0
- OLランチ（竹書房） 全1巻
  1. 2002年2月 ISBN 978-4-8124-5622-4
- さんりようこ特選集ソフト（ぶんか社） 2002年3月 ISBN 978-4-8211-9934-1
  - おベンツさま!
  - 松戸アクターズスクール
  - モテる男 モテない男
  - ちゃきちゃきおたまちゃん
  - プロ野球でビール
  - OLの風俗
- さんりようこ特選集ハード（ぶんか社） 2002年4月 ISBN 978-4-8211-9942-6
  - ももこセンセがおしえてあげる♥
  - うさぎちゃんご指名です
  - たんぽぽの媚薬
  - うやむやなキス
  - かざねとももちゃん
  - かざももコギャル特集
- おどって歌音（芳文社） 既刊1巻 - 未完
  1. 2002年11月 ISBN 978-4-8322-6272-0
- うちのあひるちゃん（竹書房） 既刊1巻 - 未完
  1. 2004年11月 ISBN 978-4-8124-6071-9
- B型H系（集英社） 全9巻
- 酪農みるく！（講談社） 全2巻
  1. 2015年2月 ISBN 978-4-0639-5312-1
  2. 2015年10月 ISBN 978-4-0639-5511-8
- 女だって時間停止できるんだからっ!（少年画報社） 全2巻
  1. 2020年2月 ISBN 978-4-7859-6601-0
  2. 2021年3月 ISBN 978-4-7859-6875-5
- おねーさんが侵略中!?（少年画報社） 全5巻
  1. 2021年12月 ISBN 978-4-7859-7047-5
  2. 2022年9月 ISBN 978-4-7859-7227-1
  3. 2023年7月 ISBN 978-4-7859-7433-6
  4. 2024年4月 ISBN 978-4-7859-7632-3
  5. 2025年1月 ISBN 978-4-7859-7848-8